# Augirein
Augirein est une commune française, située dans le département de l'Ariège en région Occitanie.
Localisée dans l'ouest du département, la commune  fait partie, sur le plan historique et culturel, du Couserans, pays aux racines gasconnes structuré par le cours du Salat (affluent de la Garonne). Exposée à un climat de montagne, elle est drainée par la  Bouigane, le ruisseau de Nédé et par divers autres petits cours d'eau. Incluse dans le parc naturel régional des Pyrénées ariégeoises, la commune possède un patrimoine naturel remarquable composé de quatre zones naturelles d'intérêt écologique, faunistique et floristique.
Augirein est une commune rurale qui compte 80 habitants en 2022, après avoir connu un pic de population de 647 habitants en 1861. Elle fait partie de l'aire d'attraction de Saint-Girons. Ses habitants sont appelés les Augirenois ou Augirenoises.

## Géographie

### Localisation
- 1Carte dynamique
- 2Carte OpenStreetMap
- 3Carte topographique
- 4Carte avec les communes environnantes

La commune d'Augirein se trouve dans le département de l'Ariège, en région Occitanie.
Elle se situe à 56 km à vol d'oiseau de Foix, préfecture du département, et à 20 km de Saint-Girons, sous-préfecture.
Les communes les plus proches sont : 
Galey (0,5 km), Saint-Jean-du-Castillonnais (1,2 km), Orgibet (1,6 km), Saint-Lary (1,9 km), Buzan (3,9 km), Illartein (4,0 km), Portet-d'Aspet (4,3 km), Herran (4,5 km).
Sur le plan historique et culturel, Augirein fait partie du Couserans, pays aux racines gasconnes structuré par le cours du Salat (affluent de la Garonne), que rien ne prédisposait à rejoindre les anciennes dépendances du comté de Foix.
Les communes limitrophes sont  Antras, Galey, Illartein, Orgibet, Saint-Jean-du-Castillonnais et Saint-Lary.
|            | Galey    | Saint-Jean-du-Castillonnais |
| Saint-Lary | Augirein | Orgibet                     |
|            | Antras   | Illartein                   |

Commune des Pyrénées située dans le Castillonnais, en Couserans à l'ouest de Saint-Girons sur la rivière Bouigane. Elle fait partie de la communauté de communes Couserans - Pyrénées et du parc naturel régional des Pyrénées ariégeoises.

### Géologie et relief
La commune est située dans les Pyrénées, une chaîne montagneuse jeune, érigée durant l'ère tertiaire (il y a 40 millions d'années environ), en même temps que les Alpes. La commune est traversée par la Faille nord-pyrénéenne, qui sépare la Zone axiale pyrénéenne (ZA) ou haute chaîne primaire de la Zone nord-pyrénéenne (ZNP), au nord. Les terrains affleurants sur le territoire communal sont constitués de roches sédimentaires datant pour certaines du Mésozoïque, anciennement appelé Ère secondaire, qui s'étend de −252,2 à −66,0 Ma, et pour d'autres du Paléozoïque, une ère géologique qui s'étend de −541 à −252,2 Ma (millions d'années). La structure détaillée des couches affleurantes est décrite dans la feuille « n°1073 - Aspect » de la carte géologique harmonisée au 1/50 000ème du département de l'Ariège, et sa notice associée.
La superficie cadastrale de la commune publiée par l’Insee, qui sert de références dans toutes les statistiques, est de 9,84 km2,. La superficie géographique, issue de la BD Topo, composante du Référentiel à grande échelle produit par l'IGN, est quant à elle de 9,72 km2. Son relief est particulièrement découpé puisque la dénivelée maximale atteint 1090 mètres. L'altitude du territoire varie entre 631 m et 1 721 m.

### Hydrographie

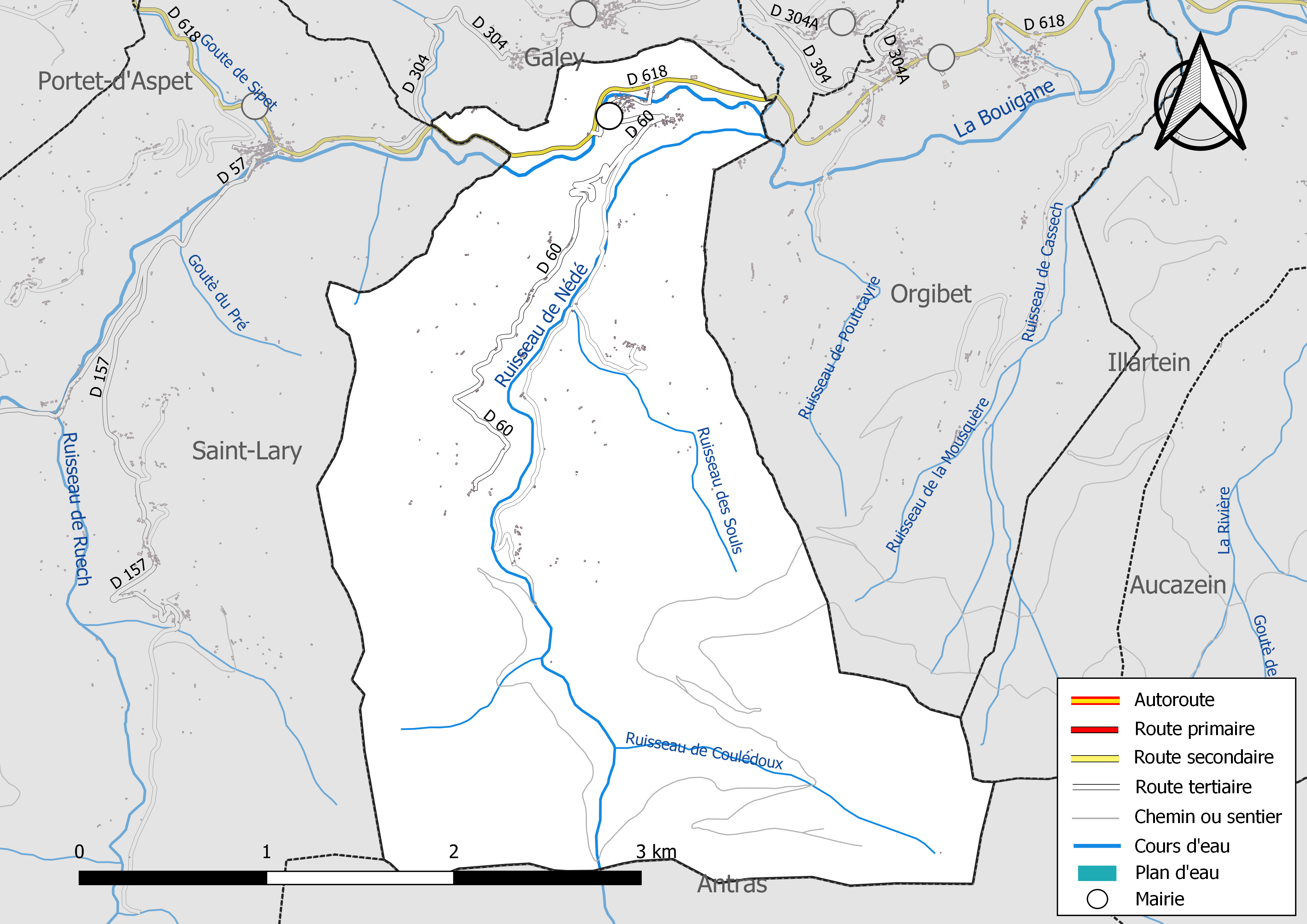
Réseaux hydrographique et routier d'Augirein.

La commune est dans le bassin versant de la Garonne, au sein du bassin hydrographique Adour-Garonne. Elle est drainée par la Bouigane, le ruisseau de Nédé, le ruisseau de Bidarros, le ruisseau de Coulédoux, le ruisseau des Souls et par divers petits cours d'eau, constituant un réseau hydrographique de 12 km de longueur totale,.
La Bouigane, d'une longueur totale de 24,2 km, prend sa source dans la commune de Saint-Lary et s'écoule du sud vers le nord puis d'ouest en est. Elle traverse la commune dans le nord de son territoire et se jette dans le Lez à Audressein, après avoir traversé 8 communes.

### Climat
Pour des articles plus généraux, voir Climat de l'Occitanie et Climat de l'Ariège.
En 2010, le climat de la commune est de type climat des marges montargnardes, selon une étude s'appuyant sur une série de données couvrant la période 1971-2000. En 2020, Météo-France publie une typologie des climats de la France métropolitaine dans laquelle la commune est exposée à un climat de montagne et est dans la région climatique Pyrénées centrales, caractérisée par une pluviométrie annuelle de 1 000 à 1 200 mm.
Pour la période 1971-2000, la température annuelle moyenne est de 10,7 °C, avec une amplitude thermique annuelle de 14,8 °C. Le cumul annuel moyen de précipitations est de 1 029 mm, avec 10,2 jours de précipitations en janvier et 7,4 jours en juillet. Pour la période 1991-2020, la température moyenne annuelle observée sur la station météorologique installée sur la commune est de 11,7 °C et le cumul annuel moyen de précipitations est de 1 257,9 mm,. Pour l'avenir, les paramètres climatiques de la commune estimés pour 2050 selon différents scénarios d'émission de gaz à effet de serre sont consultables sur un site dédié publié par Météo-France en novembre 2022.
| Mois                                  | jan.          | fév.           | mars         | avril           | mai             | juin        | jui.          | août          | sep.          | oct.          | nov.           | déc.           | année      |
| ------------------------------------- | ------------- | -------------- | ------------ | --------------- | --------------- | ----------- | ------------- | ------------- | ------------- | ------------- | -------------- | -------------- | ---------- |
| Température minimale moyenne (°C)     | −1            | −0,7           | 1,9          | 4               | 7,6             | 10,8        | 12,7          | 12,5          | 9,1           | 6,3           | 2              | −0,3           | 5,4        |
| Température moyenne (°C)              | 4,8           | 5,4            | 8,4          | 10,3            | 13,8            | 17,1        | 19,1          | 19,3          | 16            | 12,8          | 7,9            | 5,2            | 11,7       |
| Température maximale moyenne (°C)     | 10,5          | 11,6           | 14,9         | 16,6            | 20              | 23,3        | 25,5          | 26,1          | 22,9          | 19,4          | 13,8           | 10,6           | 17,9       |
| Record de froid (°C) date du record   | −14 28.01.05  | −17,5 08.02.12 | −14 01.03.05 | −6,5 21.04.1991 | −1,5 14.05.1995 | 3 01.06.06  | 4 09.07.04    | 4 31.08.10    | −0,5 25.09.02 | −4,5 29.10.12 | −10 22.11.1998 | −12,5 24.12.01 | −17,5 2012 |
| Record de chaleur (°C) date du record | 23,5 29.01.02 | 27 02.02.02    | 28 26.03.06  | 30,5 09.04.11   | 34 20.05.22     | 37 25.06.01 | 38,5 18.07.23 | 39,5 21.08.11 | 35 10.09.11   | 32 04.10.04   | 28 01.11.1999  | 24,3 20.12.22  | 39,5 2011  |
| Précipitations (mm)                   | 124,6         | 102,4          | 97,8         | 131,8           | 127,9           | 95,5        | 71,4          | 67,9          | 81,6          | 94,5          | 146,4          | 116,1          | 1 257,9    |

### Milieux naturels et biodiversité

#### Espaces protégés
La protection réglementaire est le mode d’intervention le plus fort pour préserver des espaces naturels remarquables et leur biodiversité associée,.
La commune fait partie du parc naturel régional des Pyrénées ariégeoises, créé en 2009 et d'une superficie de 245 973 ha, qui s'étend sur 138 communes du département. Ce territoire unit les plus hauts sommets aux frontières de l’Andorre et de l’Espagne (la Pique d’Estats, le Mont Valier, etc) et les plus hautes vallées des avants-monts, jusqu’aux plissements du Plantaurel.

#### Zones naturelles d'intérêt écologique, faunistique et floristique
L’inventaire des zones naturelles d'intérêt écologique, faunistique et floristique (ZNIEFF) a pour objectif de réaliser une couverture des zones les plus intéressantes sur le plan écologique, essentiellement dans la perspective d’améliorer la connaissance du patrimoine naturel national et de fournir aux différents décideurs un outil d’aide à la prise en compte de l’environnement dans l’aménagement du territoire.
Deux ZNIEFF de type 1 sont recensées sur la commune :
le « réseau hydrographique de la Bouigane en aval de Saint-Lary » (114 ha), couvrant 14 communes dont 13 dans l'Ariège et 1 dans la Haute-Garonne, et 
le « sud de la vallée de la Bellongue » (6 155 ha), couvrant 16 communes dont 13 dans l'Ariège et 3 dans la Haute-Garonne
et deux ZNIEFF de type 2, : 
- le « massif d'Arbas » (27 233 ha), couvrant 90 communes dont 48 dans l'Ariège et 42 dans la Haute-Garonne[27] ;
- les « montagnes entre la haute vallée de la Garonne et la haute vallée du Lez » (28 414 ha), couvrant 21 communes dont 15 dans l'Ariège et 6 dans la Haute-Garonne[28].

Carte des ZNIEFF de type 1 et 2 à Augirein.
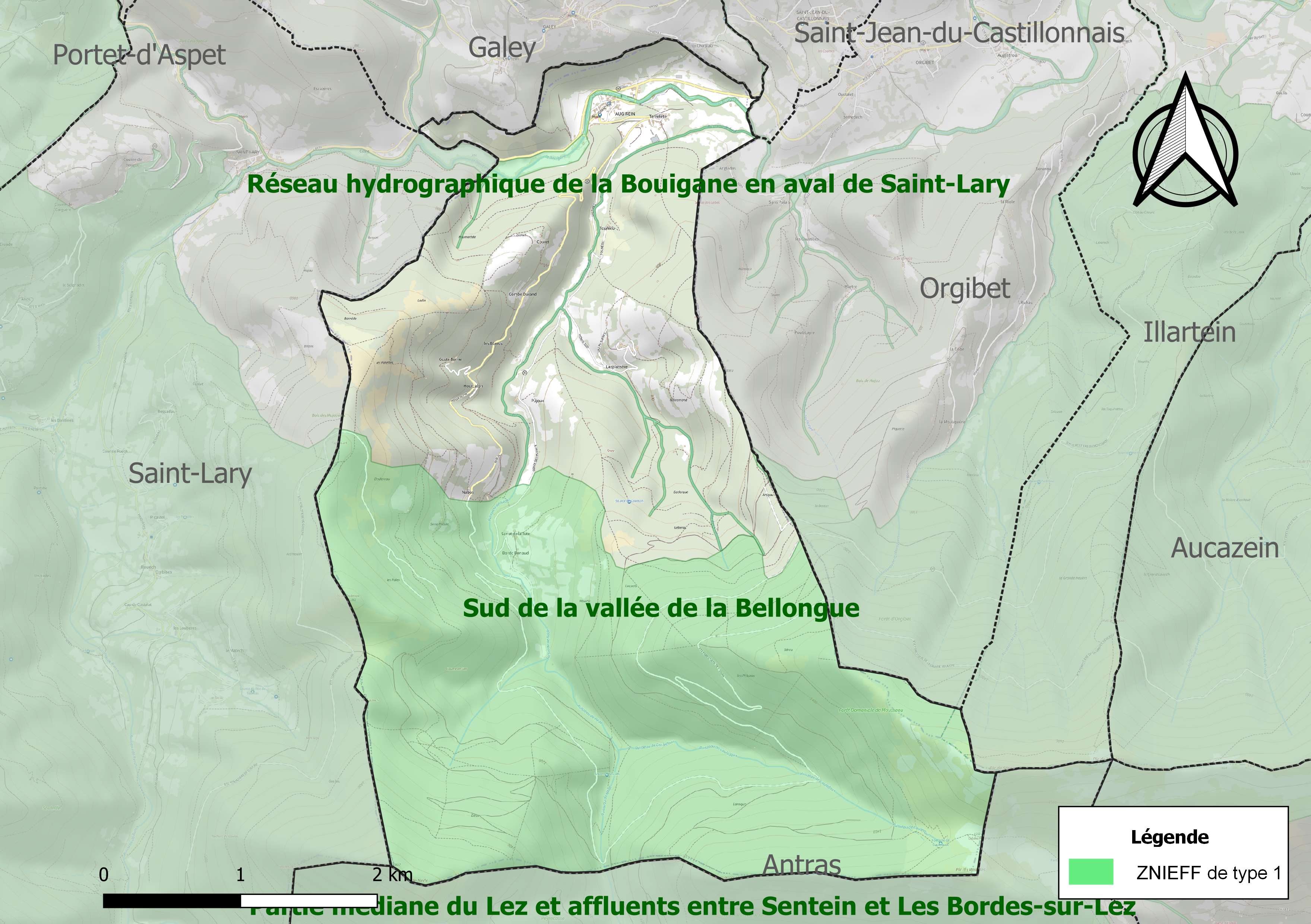
Carte des ZNIEFF de type 1 sur la commune.
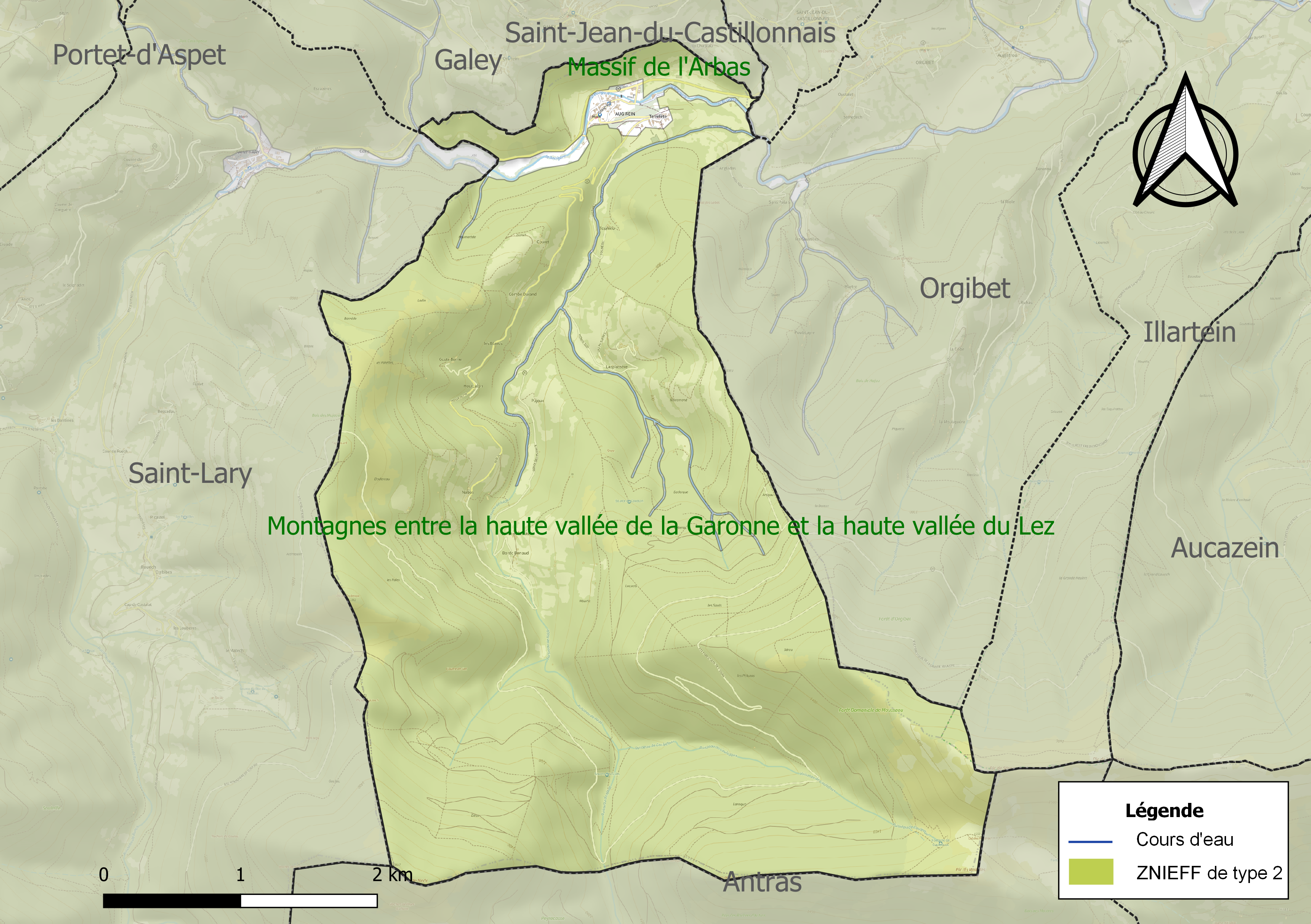
Carte des ZNIEFF de type 2 sur la commune.

## Urbanisme

### Typologie
Au 1er janvier 2024, Augirein est catégorisée commune rurale à habitat très dispersé, selon la nouvelle grille communale de densité à 7 niveaux définie par l'Insee en 2022.
Elle est située hors unité urbaine. Par ailleurs la commune fait partie de l'aire d'attraction de Saint-Girons, dont elle est une commune de la couronne,. Cette aire, qui regroupe 70 communes, est catégorisée dans les aires de moins de 50 000 habitants,.

### Occupation des sols
L'occupation des sols de la commune, telle qu'elle ressort de la base de données européenne d’occupation biophysique des sols Corine Land Cover (CLC), est marquée par l'importance des forêts et milieux semi-naturels (86 % en 2018), une proportion identique à celle de 1990 (86 %). La répartition détaillée en 2018 est la suivante : 
forêts (76 %), prairies (14 %), milieux à végétation arbustive et/ou herbacée (10,1 %). L'évolution de l’occupation des sols de la commune et de ses infrastructures peut être observée sur les différentes représentations cartographiques du territoire : la carte de Cassini (XVIIIe siècle), la carte d'état-major (1820-1866) et les cartes ou photos aériennes de l'IGN pour la période actuelle (1950 à aujourd'hui).

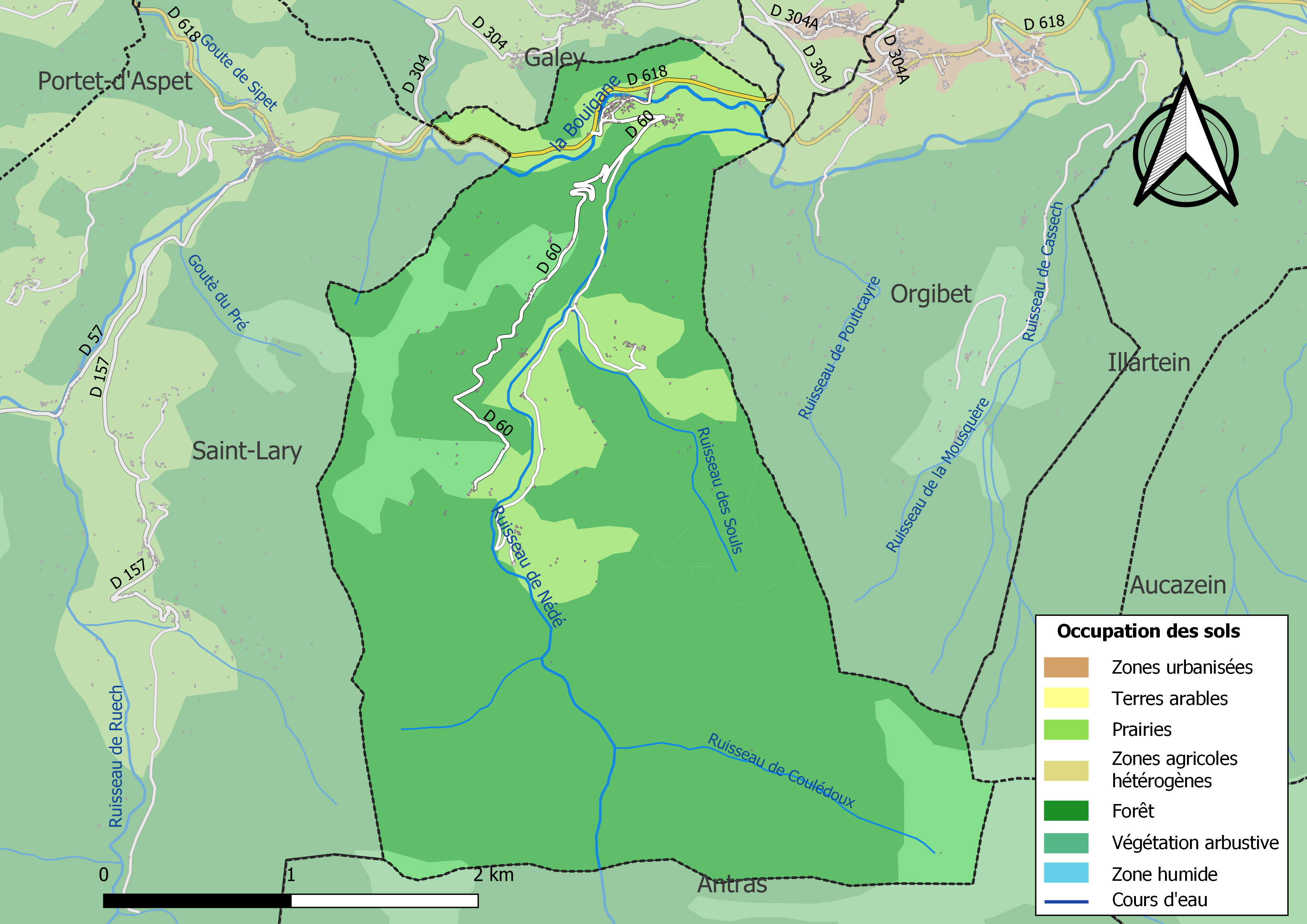
Carte des infrastructures et de l'occupation des sols de la commune en 2018 (CLC).

### Habitat et logement
En 2018, le nombre total de logements dans la commune était de 110, alors qu'il était de 110 en 2013 et de 104 en 2008.
Parmi ces logements, 36,7 % étaient des résidences principales, 53,8 % des résidences secondaires et 9,4 % des logements vacants. Ces logements étaient pour 97,3 % d'entre eux des maisons individuelles et pour 0,9 % des appartements.
Le tableau ci-dessous présente la typologie des logements à Augirein en 2018 en comparaison avec celle de l'Ariège et de la France entière. Une caractéristique marquante du parc de logements est ainsi une proportion de résidences secondaires et logements occasionnels (53,8 %) supérieure à celle du département (24,6 %) et à celle de la France entière (9,7 %). Concernant le statut d'occupation de ces logements, 85,4 % des habitants de la commune sont propriétaires de leur logement (82,5 % en 2013), contre 66,3 % pour l'Ariège et 57,5 % pour la France entière.
| Typologie                                               | Augirein | Ariège | France entière |
| ------------------------------------------------------- | -------- | ------ | -------------- |
| Résidences principales (en %)                           | 36,7     | 65,7   | 82,1           |
| Résidences secondaires et logements occasionnels (en %) | 53,8     | 24,6   | 9,7            |
| Logements vacants (en %)                                | 9,4      | 9,7    | 8,2            |

### Risques majeurs
Le territoire de la commune d'Augirein est vulnérable à différents aléas naturels : inondations, climatiques (grand froid ou canicule), feux de forêts, mouvements de terrains, avalanche  et séisme (sismicité modérée). Il est également exposé à un risque particulier, le risque radon,.

#### Risques naturels

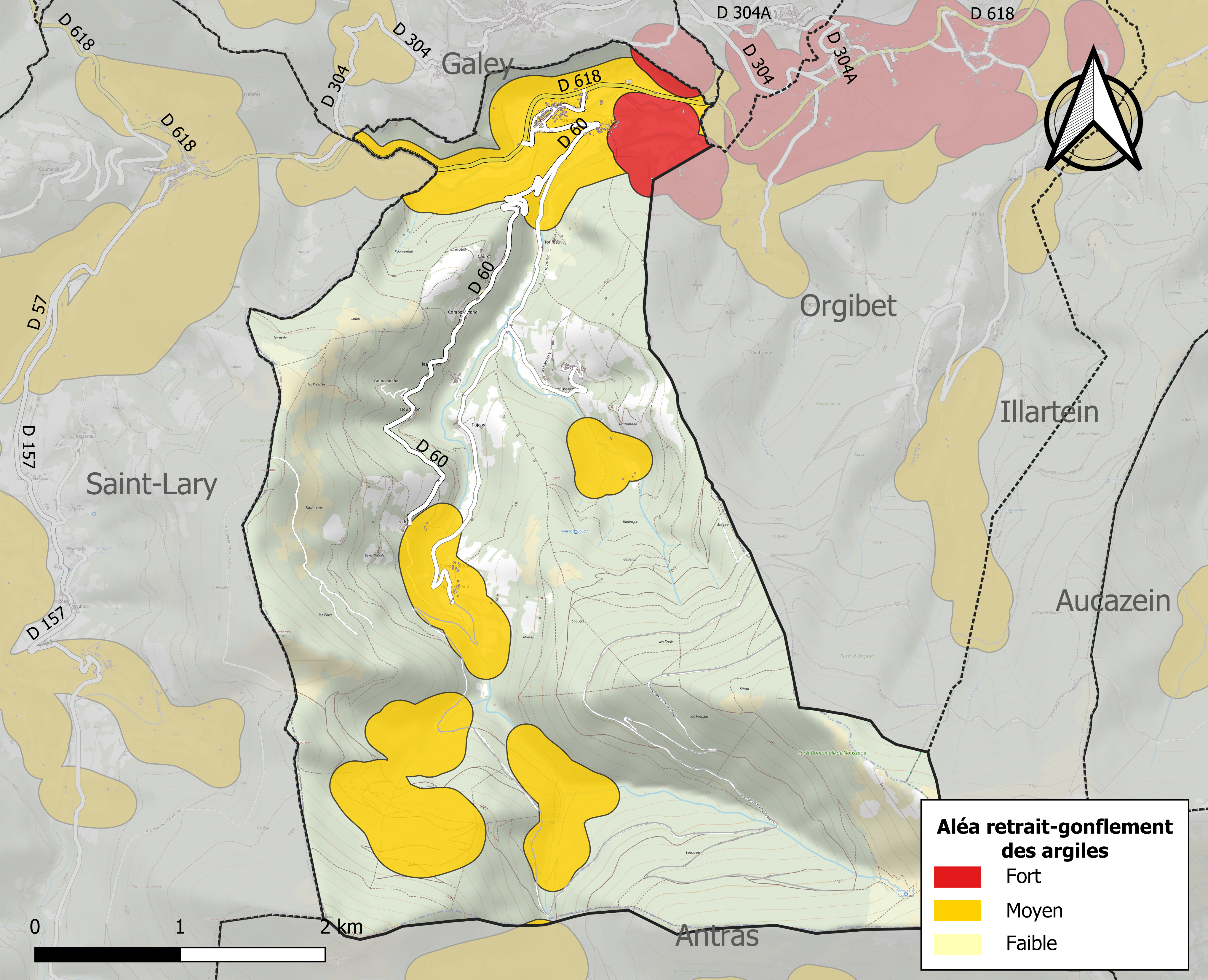
Zonage de l'aléa retrait-gonflement des argiles sur la commune d'Augirein.

Certaines parties du territoire communal sont susceptibles d’être affectées par le risque d’inondation par débordement, crue torrentielle d'un cours d'eau, ou ruissellement d'un versant.
Les mouvements de terrains susceptibles de se produire sur la commune sont soit des chutes de blocs, soit des glissements de terrains, soit des mouvements liés au retrait-gonflement des argiles. Près de 50 % de la superficie du département est concernée par l'aléa retrait-gonflement des argiles, dont la commune d'Augirein. L'inventaire national des cavités souterraines permet par ailleurs de localiser celles situées sur la commune.

#### Risque particulier
Dans plusieurs parties du territoire national, le radon, accumulé dans certains logements ou autres locaux, peut constituer une source significative d’exposition de la population aux rayonnements ionisants. Toutes les communes du département sont concernées par le risque radon à un niveau plus ou moins élevé. Selon la classification de 2018, la commune d'Augirein est classée en zone 2, à savoir zone à potentiel radon faible mais sur lesquelles des facteurs géologiques particuliers peuvent faciliter le transfert du radon vers les bâtiments.

## Histoire
Des mines de plomb argentifère auraient existé au temps des Romains.
(Dans l'hypothèse où elles auraient existé, le nom d'Augirein (en occitan Augirenh ou Augiren selon la graphie) pourrait venir comme d'Argein tout proche du latin "argentum, i, n.")
Située sur le tracé du chemin de Saint Jacques de Compostelle, Augirein appartenait à la châtellenie de Castillon.
Lors de la réforme du code forestier de 1829, Augirein a activement participé à la « guerre des Demoiselles ».
Augirein était autrefois un hameau de Terrefète, où l'église du village est située.

## Politique et administration

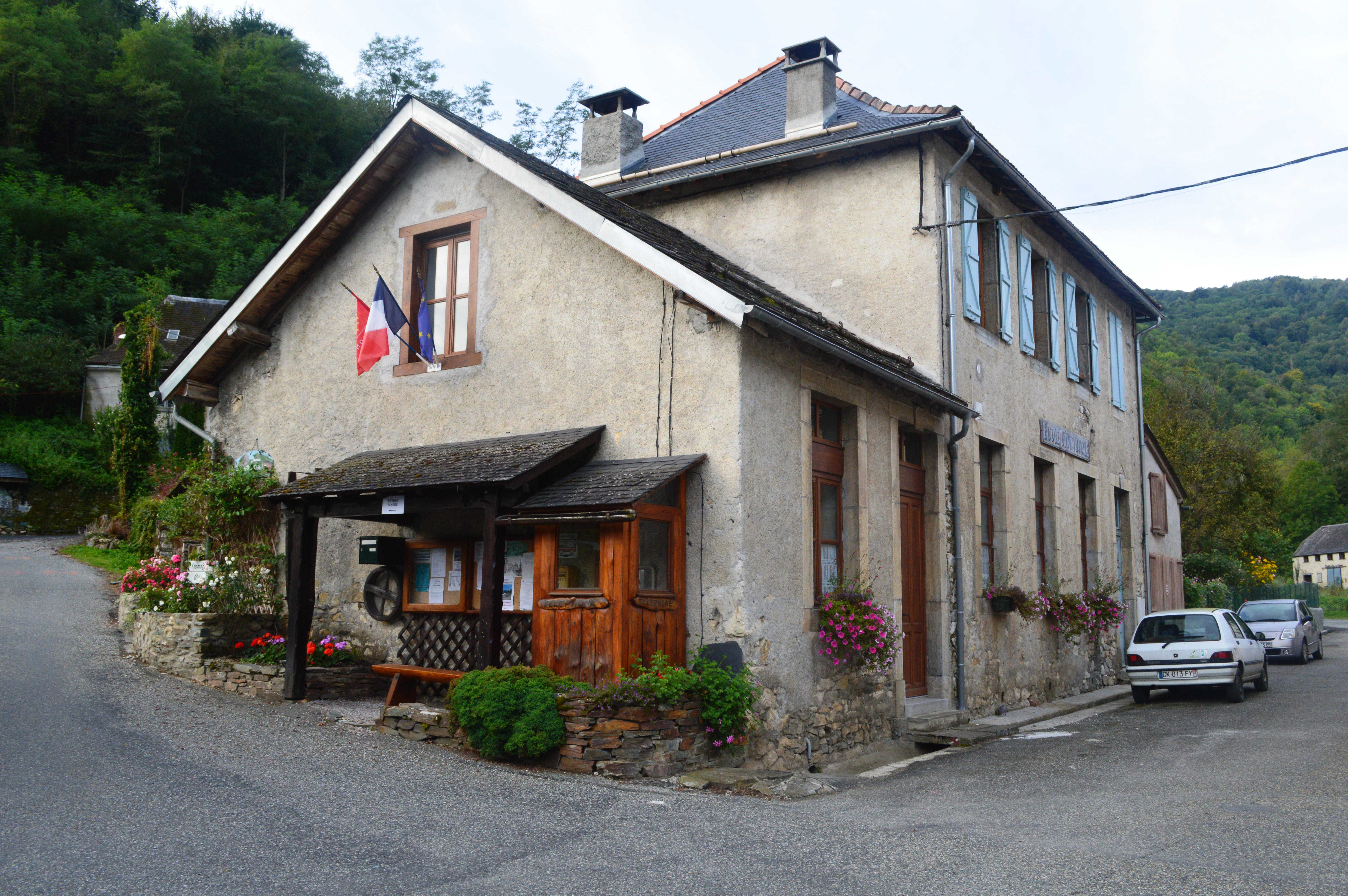
La mairie.

### Découpage territorial
La commune d'Augirein est membre de la communauté de communes Couserans-Pyrénées, un établissement public de coopération intercommunale (EPCI) à fiscalité propre créé le 18 novembre 2016 dont le siège est à Saint-Lizier. Ce dernier est par ailleurs membre d'autres groupements intercommunaux.
Sur le plan administratif, elle est rattachée à l'arrondissement de Saint-Girons, au département de l'Ariège, en tant que circonscription administrative de l'État, et à la région Occitanie.
Sur le plan électoral, elle dépend du canton du Couserans Ouest pour l'élection des conseillers départementaux, depuis le redécoupage cantonal de 2014 entré en vigueur en 2015, et de la première circonscription de l'Ariège  pour les élections législatives, depuis le redécoupage électoral de 1986.

### Liste des maires
| Période                                  | Période  | Identité       | Étiquette | Qualité     |
| ---------------------------------------- | -------- | -------------- | --------- | ----------- |
| mars 2001                                | 2014     | Georges Laïlle |           |             |
| mars 2014                                | En cours | Charles Daffis | SE        | Agriculteur |
| Les données manquantes sont à compléter. |          |                |           |             |

## Démographie
L'évolution du nombre d'habitants est connue à travers les recensements de la population effectués dans la commune depuis 1793. Pour les communes de moins de 10 000 habitants, une enquête de recensement portant sur toute la population est réalisée tous les cinq ans, les populations de référence des années intermédiaires étant quant à elles estimées par interpolation ou extrapolation. Pour la commune, le premier recensement exhaustif entrant dans le cadre du nouveau dispositif a été réalisé en 2005.

En 2022, la commune comptait 80 habitants, en évolution de +6,67 % par rapport à 2016 (Ariège : +1,48 %, France hors Mayotte : +2,11 %).
| 1793 | 1800 | 1806 | 1821 | 1831 | 1836 | 1841 | 1846 | 1851 |
| ---- | ---- | ---- | ---- | ---- | ---- | ---- | ---- | ---- |
| 418  | 365  | 459  | 489  | 639  | 607  | 620  | 613  | 586  |

| 1856 | 1861 | 1866 | 1872 | 1876 | 1881 | 1886 | 1891 | 1896 |
| ---- | ---- | ---- | ---- | ---- | ---- | ---- | ---- | ---- |
| 594  | 647  | 643  | 547  | 527  | 527  | 511  | 429  | 444  |

| 1901 | 1906 | 1911 | 1921 | 1926 | 1931 | 1936 | 1946 | 1954 |
| ---- | ---- | ---- | ---- | ---- | ---- | ---- | ---- | ---- |
| 477  | 416  | 400  | 271  | 259  | 208  | 219  | 177  | 128  |

| 1962 | 1968 | 1975 | 1982 | 1990 | 1999 | 2005 | 2006 | 2010 |
| ---- | ---- | ---- | ---- | ---- | ---- | ---- | ---- | ---- |
| 109  | 92   | 59   | 50   | 73   | 73   | 64   | 64   | 64   |

| 2015 | 2020 | 2022 | - | - | - | - | - | - |
| ---- | ---- | ---- | - | - | - | - | - | - |
| 75   | 79   | 80   | - | - | - | - | - | - |

## Économie

### Emploi
| Division       | 2008  | 2013   | 2018   |
| -------------- | ----- | ------ | ------ |
| Commune        | 22 %  | 10 %   | 11,4 % |
| Département    | 8,9 % | 11,1 % | 11,2 % |
| France entière | 8,3 % | 10 %   | 10 %   |

En 2018, la population âgée de 15 à 64 ans s'élève à 43 personnes, parmi lesquelles on compte 61,4 % d'actifs (50 % ayant un emploi et 11,4 % de chômeurs) et 38,6 % d'inactifs,. Depuis 2008, le taux de chômage communal (au sens du recensement) des 15-64 ans est supérieur à celui de la France et du département.
La commune fait partie de la couronne de l'aire d'attraction de Saint-Girons, du fait qu'au moins 15 % des actifs travaillent dans le pôle,. Elle compte 11 emplois en 2018, contre 15 en 2013 et 11 en 2008. Le nombre d'actifs ayant un emploi résidant dans la commune est de 22, soit un indicateur de concentration d'emploi de 50,1 % et un taux d'activité parmi les 15 ans ou plus de 36 %.
Sur ces 22 actifs de 15 ans ou plus ayant un emploi, 10 travaillent dans la commune, soit 46 % des habitants. Pour se rendre au travail, 72,7 % des habitants utilisent un véhicule personnel ou de fonction à quatre roues, 9,1 % les transports en commun, 13,5 % s'y rendent en deux-roues, à vélo ou à pied et 4,5 % n'ont pas besoin de transport (travail au domicile).

### Activités hors agriculture
8 établissements sont implantés  à Augirein au 31 décembre 2019.
Le secteur de l'industrie manufacturière, des industries extractives et autres est prépondérant sur la commune puisqu'il représente 37,5 % du nombre total d'établissements de la commune (3 sur les 8 entreprises implantées  à Augirein), contre 12,9 % au niveau départemental.
- Camping-jardin "La Vie en Vert", 12 emplacements, ouvert du 1er juin au 30 septembre.

### Agriculture
|                                   | 1988 | 2000 | 2010 |
| --------------------------------- | ---- | ---- | ---- |
| Exploitations                     | 6    | 4    | 4    |
| Superficie agricole utilisée (ha) | 130  | 71   | 72   |

La commune fait partie de la petite région agricole dénommée « Région pyrénéenne ». En 2010, l'orientation technico-économique de l'agriculture  sur la commune est l'élevage d'ovins et de caprins. Quatre exploitations agricoles ayant leur siège dans la commune sont dénombrées lors du recensement agricole de 2010 (six en 1988). La superficie agricole utilisée est de 72 ha.
- Tomme des Pyrénées fermier biologique au lait cru "Le Pourtères", de type Bethmale, miel, à Las Piassères.
- Arbres et arbustes d'ornement, arbres fruitiers, conifères et plantes et jus de pomme fermier labellisé PNR, au village.

## Culture et festivités
En été, le marché du mercredi de 9 h à 13 h avec producteurs locaux, animations, vide-grenier, artisanat.

## Culture locale et patrimoine

### Lieux et monuments
- Église Saint-Martin, dont l'origine remonte au XVIIe siècle, entièrement reconstruite au XIXe siècle.

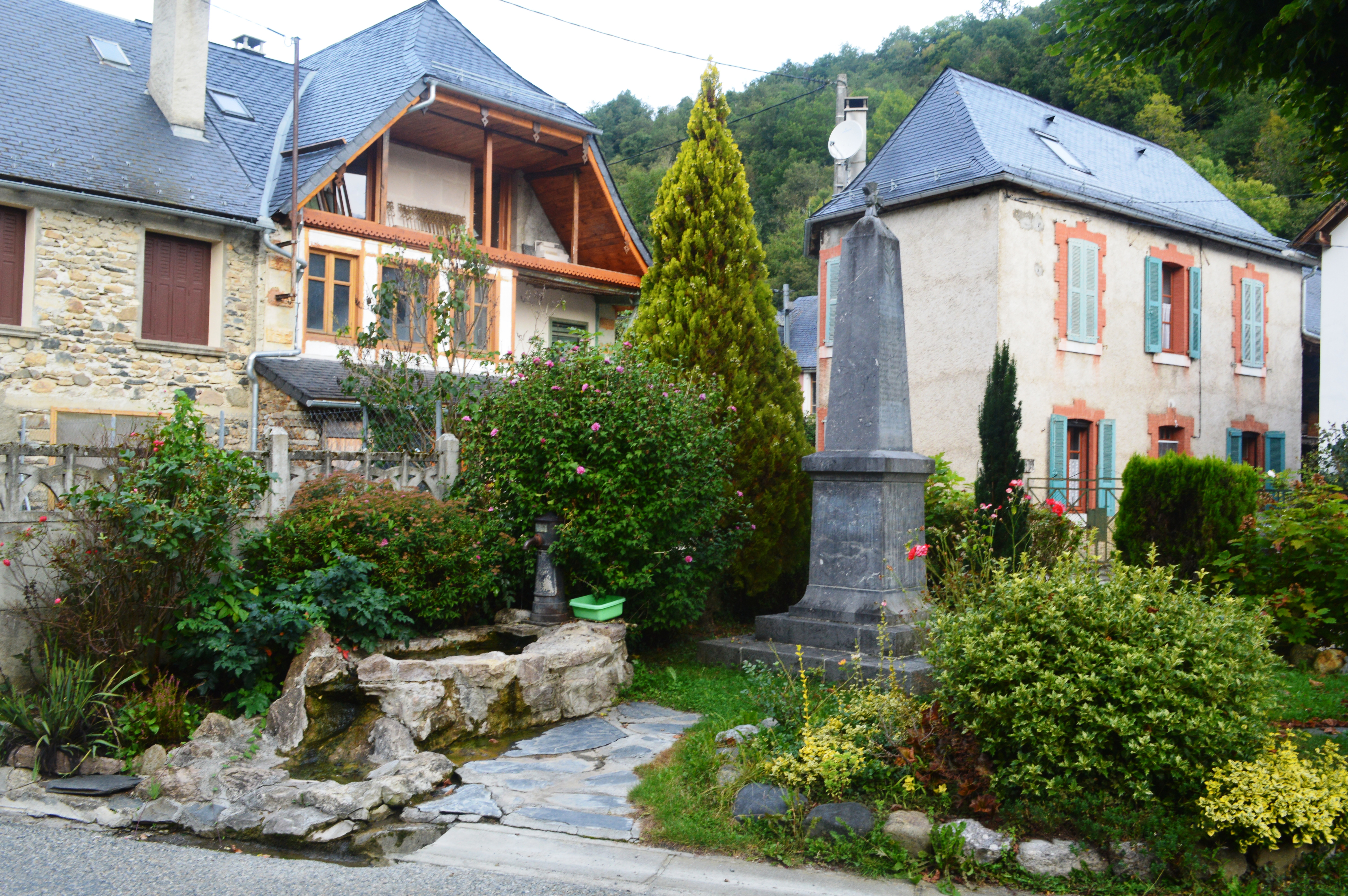
Place de la ville.
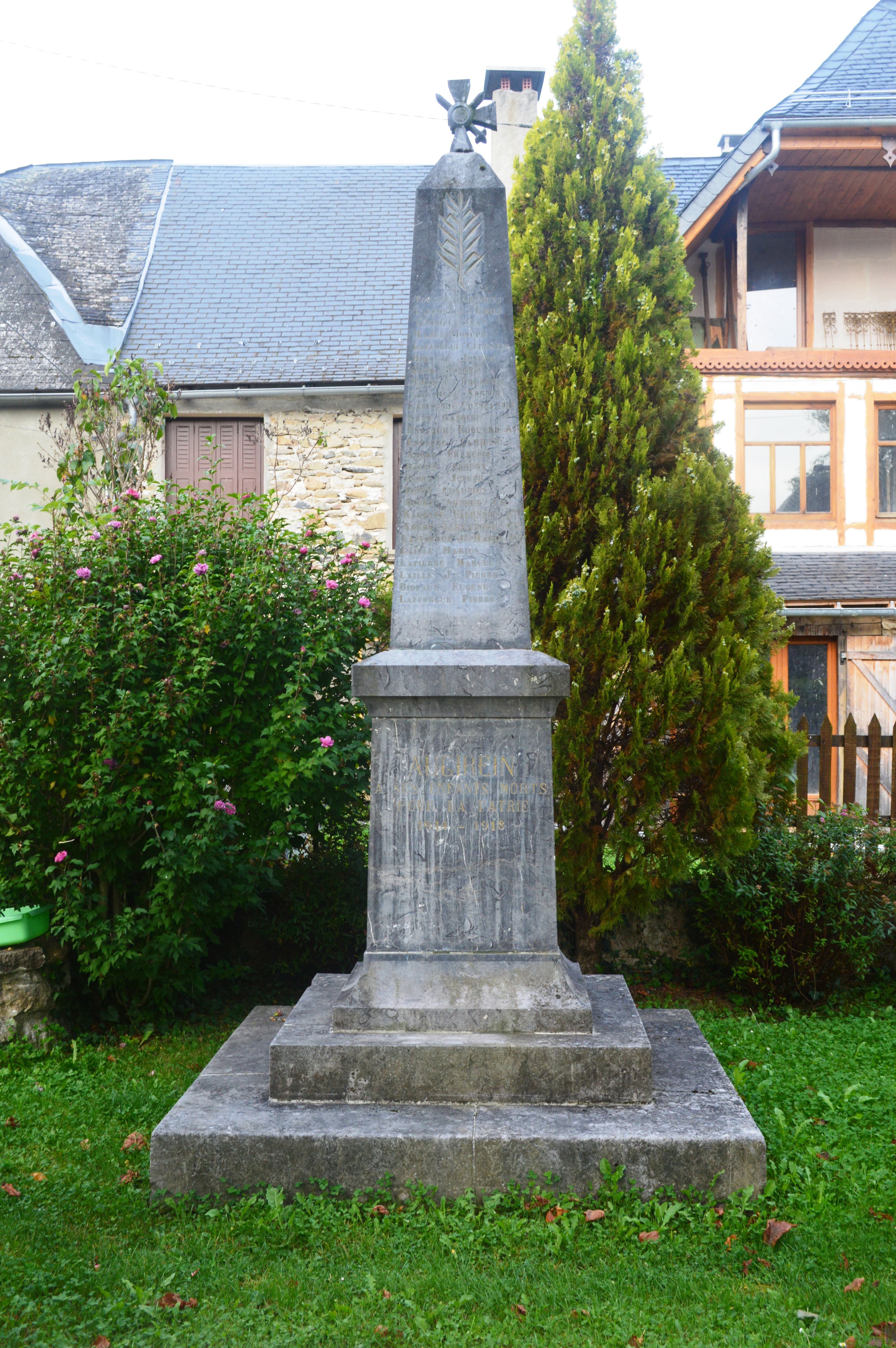
Monument aux morts.
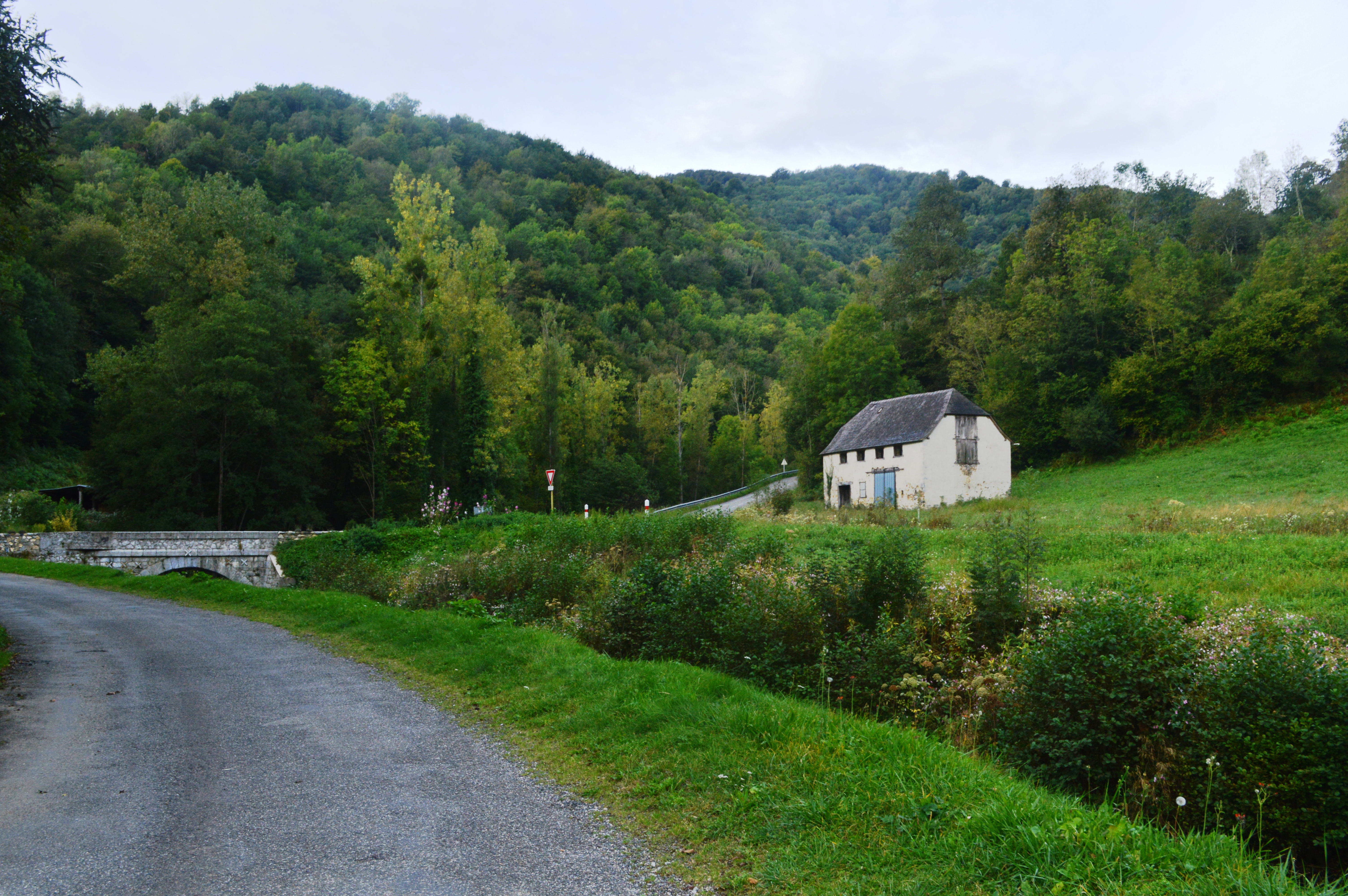
Paysage.

### Personnalités liées à la commune
{{..}}

## Pour approfondir